# Bodo Illgner
Bodo Illgner (Coblença, Alemanya, 7 d'abril de 1967) és un exporter alemany de futbol. Va ser un integrant de l'equip de la República Federal d'Alemanya que es va proclamar campió de la Copa Mundial de la FIFA el 1990.

## Biografia

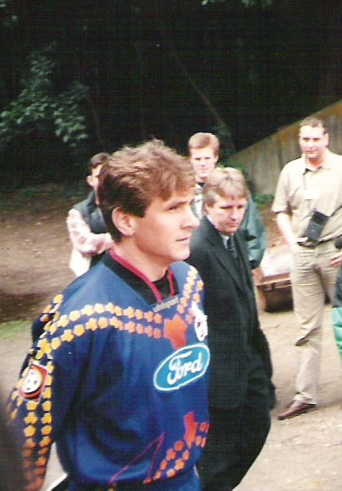
Bodo Illgner

Illgner va néixer a Coblença, però després es va traslladar a viure a Westerburg i, quan tenia sis anys, va començar a jugar a futbol a l'equip 1. FC Hardtberg (Bonn).
A nivell del club, va jugar a l'1. Fußball-Club Köln (1985-1996) i al Reial Madrid (1996-2001), ajudant a aquest últim a la consecució de dos títols de la Lliga de Campions (1998 i 2000), enfrontant-se a la final contra la Juventus de Torí i el València CF, respectivament. A més a més, va guanyar dues lligues amb el Reial Madrid el 1997 i el 2001, i una Copa Intercontinental el 1998.

### Internacional
En total, Illgner va jugar 54 cops amb la samarreta d'Alemanya, va jugar 5 partits a l'Eurocopa i va participar en 2 Copes del Món amb el seu país: Itàlia 1990, d'on van sortir vencedors, i Estats Units 1994, a on van caure a quarts de final i van finalitzar en 5a posició.

## Palmarès

### Equips
- 1. FC Köln:
  - Bundesliga: Subcampió 1988-89, 1989-90
  - DFB-Pokal: Subcampió 1990-91
  - Copa de la UEFA: Subcampió 1985-86
- Reial Madrid:
  - Lliga espanyola: 1996-97, 2000-01, subcampió 1998-99
  - Lliga de Campions de la UEFA: 1997-98, 1999-00
  - Copa Intercontinental: 1998
- Selecció:
  - Copa del Món: 1990
  - Campionat d'Europa: Subcampió 1992
  - Campionat d'Europa sub-16: 1984

### Individual
- Porter alemany de l'any (1989, 1990, 1991 i 1992)
- Porter europeu de l'any (1991)